# David Tabor
David Tabor (né Tabrisky) (23 octobre 1913 - 26 novembre 2005)  est un physicien britannique qui est l'un des premiers pionniers de la tribologie, l'étude de l'interaction de frottement entre les surfaces, et bien connu pour son influent manuel de premier cycle "Gases, Liquides et Solides" .

## Jeunesse et éducation
David Tabrisky est le sixième des sept enfants de parents juifs russes Charles (né "Ezekiel") Tabrisky et Rebecca (née Weinstein), qui ont émigré au Royaume-Uni et vécu à Notting Hill Gate. Son père est sous-officier et armurier de l'armée impériale russe et a dirigé une entreprise d'armurier et de métallurgiste. À son arrivée en Angleterre, il crée une petite entreprise de métallurgie spécialisée dans les raccords et les conceptions sur mesure. Charles Tabrisky change le nom de famille de la famille en "Tabor" au début des années 1920. Tabor fait ses études à l'école primaire de Portobello Road, à l'école secondaire polytechnique de Regent Street et à l'Imperial College de Londres (où il remporte une bourse), puis se rend à Cambridge pour entreprendre des recherches au département de chimie ,,.

## Carrière académique
En 1957, Tabor est élu Fellow du Gonville and Caius College de Cambridge. En 1964, l'Université de Cambridge le nomme Reader in Physics. De 1969 à 1981, il occupe le poste de directeur de la physique et de la chimie des solides au laboratoire Cavendish. En 1973, il est promu professeur de physique. Il est nommé professeur émérite lorsqu'il prend sa retraite en 1981 . Une grande partie de la recherche tribologique de Tabor est effectuée aux côtés de Frank Philip Bowden ,,,, avec qui il publie son livre populaire " The Friction and Lubrication of Solids " .

## Honneurs
Il est élu membre de la Royal Society en 1963. Il reçoit le prix international de la Society of Tribologists and Lubrication Engineers en 1965 . En 1968, il reçoit la médaille et le prix AA Griffith. Il est le premier récipiendaire de la Tribology Gold Medal, décernée par le Tribology Trust et administrée par l'Institution of Mechanical Engineers, en 1972 . Il reçoit le prix Mayo D. Hersey de l'American Society of Mechanical Engineers en 1974 . Il reçoit également la médaille Guthrie de l'Institut de physique, 1975 et la médaille royale de la Royal Society, l'une de leurs trois plus hautes distinctions, 1992 .
La médaille et le prix David Tabor de l'Institut de physique sont nommés en son honneur .